# Lista de prêmios e indicações recebidos por Lady Gaga
A lista de prêmios de Lady Gaga consiste em 158 prêmios vencidos de 311 indicações totais. Ela ganhou destaque com o lançamento de seu primeiro álbum The Fame em 2008. O álbum ganhou vários prêmios e foi indicado para seis Grammy Awards, incluindo Álbum do Ano. O álbum e seu single "Poker Face" ganhou o prêmio de Melhor Álbum de Dance/Eletrônica e Melhor Gravação Dance, respectivamente, na 52ª edição do Grammy Awards. O álbum também ganhou na categoria Álbum Internacional no Brit Awards de 2010. Um extended play (EP) de relançamento, intitulado The Fame Monster, foi lançado em 2009 e incluiu os singles "Bad Romance" e "Telephone". Os videoclipes das músicas ganharam oito prêmios de treze indicações no MTV Video Music Awards de 2010, fazendo Gaga a artista mais indicada na história do VMA por um único ano e a primeira artista feminina a receber duas indicações para o Vídeo do Ano em uma única noite. Em 2011, Gaga foi indicada para seis Grammy Awards, e ganhou três–Melhor Álbum Vocal de Pop para The Fame Monster, Melhor Performance Vocal Pop Feminina e Melhor Vídeo Musical de Curta Metragem para "Bad Romance".
Born This Way (2011), o segundo álbum de estúdio de Gaga, acumulou três indicações na 54ª edição do Grammy Awards, incluindo sua terceira indicação consecutiva para Álbum do Ano. Ganhou o People's Choice Awards de Álbum do Ano no ano seguinte, e o videoclipe da faixa-título ganhou dois VMAs, incluindo Melhor Vídeo Feminino. Seu terceiro álbum, Artpop (2013), ganhou o prêmio de Melhor Álbum de uma Artista Feminina no World Music Awards de 2014. Em outros empreendimentos musicais, Gaga lançou um álbum de jazz colaborativo com Tony Bennett, intitulado Cheek to Cheek (2014), que recebeu o Grammy Award de Melhor Álbum Vocal Pop Tradicional.
Em 2015, Gaga lançou a música "Til It Happens to You", para o documentário The Hunting Ground. A música ganhou um Satellite Award de Melhor Canção Original, enquanto foi indicada ao Oscar, ao Critics' Choice Movie Awards de Melhor Canção e ao Grammy Award de Melhor Canção Escrita para Mídia Visual. No mesmo ano, ela foi nomeada Mulher do Ano pela Billboard. Ela também se tornou a primeira mulher a receber o Digital Diamond Award da RIAA, e a primeira artista a ganhar o prêmio Contemporary Icon Award do Songwriters Hall of Fame por "alcançar um status icônico na cultura pop". Gaga recebeu o Globo de Ouro de Melhor Atriz e indicações na 42ª edição do People's Choice Awards e na 20ª edição do Satellite Awards por seu papel na quinta temporada de American Horror Story, intitulada Hotel. Ela recebeu duas indicações ao Emmy Awards por seus especiais de televisão Lady Gaga Presents the Monster Ball Tour: At Madison Square Garden e Tony Bennett and Lady Gaga: Cheek to Cheek Live!. Além dos prêmios de música, Gaga ganhou vários prêmios e indicações por seus esforços artísticos e filantrópicos para a sociedade, como o Do Something! Award. Em 2013, ela terminou em segundo lugar na pesquisa dos leitores da Time sobre as pessoas mais influentes dos últimos dez anos.
Em 2018, Gaga estrelou a terceira refilmagem de A Star is Born. Sua atuação foi aclamada pela crítica e lhe rendeu o National Board of Review de Melhor Atriz, o Critics' Choice Movie Awards de Melhor Atriz, além de ser indicada ao Globo de Ouro de Melhor Atriz – Drama, ao SAG Awards de Melhor Atriz, BAFTA de Melhor Atriz e ao Oscar de Melhor Atriz. Pela música "Shallow", presente na trilha sonora do filme, ela venceu o Oscar de Melhor Canção Original, o Globo de Ouro de Melhor Canção Original, o Critics' Choice Movie Awards de Melhor Canção, dois Grammy Awards, nas categorias de Melhor Performance de Duo/Grupo Pop e Melhor Canção Escrita para a Mídia Visual, e o BAFTA de Melhor Trilha Sonora. Com isso, Gaga se tornou a primeira pessoa a ganhar um Oscar, Grammy, BAFTA e Globo de Ouro em um ano. Após todas premiações, a canção fez Gaga possuir, segundo a Billboard, o recorde de música com mais prêmios da história, com 32 estatuetas, superando "Formation", de Beyoncé (28 prêmios) e "Thriller", de Michael Jackson (23 estatuetas).
Em 2021, no mês de março, Lady Gaga ganhou o Grammy Award de Melhor performance de Duo/Grupo Pop por Rain on Me, colaboração com a artista Ariana Grande. Mais tarde, no mesmo ano, no mês de novembro, Gaga recebeu seis indicações para a 64ª edição do Grammy Awards, que acontecerá em 2022, pelo seu álbum de jazz Love for Sale, lançado juntamente com o artista Tony Bennett em outubro. Ela também estreou como atriz principal no filme Casa Gucci, onde atua como a socialite Patrizia Reggiani. O filme conta a história do casamento e divórcio de Patrizia e Maurizio Gucci, membro da família fundadora da grife italiana Gucci, e como isso levou a um assassinato. Embora as críticas sobre o filme tenham sido mistas, conseguindo uma nota mediana nos sites de crítica Metacritic e Rotten Tomatoes, muitos especialistas ainda elogiaram a performance de Gaga, como a revista norte-americana Vulture: "[...] Gaga é altamente assistível em seu papel, ampla, mas sem piscar, um grito fortíssimo, e o filme só realmente faz sentido quando é sobre ela.". Após cerca de uma semana depois do lançamento da obra, Lady Gaga foi premiada como Melhor Atriz pela New York Film Critics Circle, uma das maiores premiações de cinema. Em 2025, foi indicada para o Framboesa de Ouro em duas categorias: Pior Atriz e Pior Dupla ou Elenco (em conjunto com Joaquin Phoenix) por seu desempenho como Harley "Lee" Quinzel no filme Joker: Folie à Deux (2024).

## AACTA Awards
A Australian Academy of Cinema and Television Arts Awards, conhecida como AACTA Awards, é apresentada anualmente pela Australian Academy of Cinema and Television Arts (AACTA). Gaga recebeu uma indicação.
| Ano  | Recipiente     | Categoria    | Resultado |
| ---- | -------------- | ------------ | --------- |
| 2019 | A Star Is Born | Melhor Atriz | Indicado  |

## Academy Awards
O Academy Awards, ou Oscar, é uma cerimônia anual de premiação americana que homenageia realizações na indústria cinematográfica e é organizada pela Academia de Artes e Ciências Cinematográficas. Gaga ganhou um prêmio de quatro indicações, "Til It Happens to You" se tornou a quinta música de um documentário na história a receber uma indicação ao Oscar.
| Ano  | Recipiente                                     | Categoria              | Resultado |
| ---- | ---------------------------------------------- | ---------------------- | --------- |
| 2016 | "Til It Happens to You" por The Hunting Ground | Melhor Canção Original | Indicado  |
| 2019 | "Shallow" por A Star Is Born                   | Melhor Canção Original | Venceu    |
| 2019 | A Star Is Born                                 | Melhor Atriz           | Indicado  |
| 2023 | "Hold My Hand" por Top Gun: Maverick           | Melhor Canção Original | Indicado  |

## ADL Awards
A Anti-Defamation League é uma organização internacional sem fins lucrativos, com sede nos Estados Unidos. Gaga foi premiada uma vez.
| Ano  | Recipiente | Categoria                 | Resultado |
| ---- | ---------- | ------------------------- | --------- |
| 2015 | Lady Gaga  | Making a Difference Award | Indicado  |

## Alliance of Women Film Journalists
A Alliance of Women Film Journalists é uma organização sem fins lucrativos fundada em 2006. Tem sede em Nova York e dedica-se a apoiar o trabalho de mulheres na indústria cinematográfica. Gaga recebeu uma indicação.
| Ano  | Recipiente     | Categoria    | Resultado |
| ---- | -------------- | ------------ | --------- |
| 2018 | A Star Is Born | Melhor Atriz | Indicado  |

## American Music Awards
Criado por Dick Clark em 1973, o American Music Awards é uma cerimônia anual de premiação musical e uma grande mostra anual de prêmios de música. Gaga recebeu dois prêmios de dez indicações.
| Ano  | Recipiente    | Categoria                         | Resultado |
| ---- | ------------- | --------------------------------- | --------- |
| 2009 | Lady Gaga     | Artista do Ano                    | Indicado  |
| 2009 | Lady Gaga     | Melhor Artista Feminina: Pop/Rock | Indicado  |
| 2009 | Lady Gaga     | Artista Revelação                 | Indicado  |
| 2009 | The Fame      | Melhor Álbum Pop/Rock             | Indicado  |
| 2010 | Lady Gaga     | Melhor Artista Feminina: Pop/Rock | Venceu    |
| 2010 | Lady Gaga     | Artista do Ano                    | Indicado  |
| 2011 | Lady Gaga     | Melhor Artista Feminina: Pop/Rock | Indicado  |
| 2011 | Lady Gaga     | Artista do Ano                    | Indicado  |
| 2011 | Born This Way | Melhor Álbum Pop/Rock             | Indicado  |
| 2017 | Lady Gaga     | Melhor Artista Feminina: Pop/Rock | Venceu    |

## ARIA Music Awards
The ARIA Music Awards é apresentado anualmente pela Australian Record Industry Association. Gaga foi nomeada 2 vezes.
| Ano  | Recipiente | Categoria                          | Resultado |
| ---- | ---------- | ---------------------------------- | --------- |
| 2010 | Lady Gaga  | Artista Internacional Mais Popular | Indicado  |
| 2011 | Lady Gaga  | Artista Internacional Mais Popular | Indicado  |

## ASCAP Awards
A American Society of Composers, Authors and Publishers (ou ASCAP) é uma organização de "direitos de performance" que protege o direito autoral das obras de seus membros musicais através do monitoramento de performances públicas de suas músicas. Essa organização possui uma prêmiação, na qual Gaga ganhou dois prêmios.
| Ano  | Recipiente                             | Categoria                  | Resultado |
| ---- | -------------------------------------- | -------------------------- | --------- |
| 2010 | "Just Dance" (featuring Colby O'Donis) | Single mais performado     | Indicado  |
| 2010 | "Paparazzi"                            | Canção pop mais performada | Venceu    |
| 2011 | "Telephone"                            | Canção mais performada     | Venceu    |

## Bambi Awards
O Bambi Awards é uma cerimônia de premiação alemã que reconhece a excelência na mídia internacional e na televisão "com visão e criatividade que afetaram e inspiraram o público alemão naquele ano", tanto nacional quanto estrangeira. Gaga recebeu um prêmio.
| Ano  | Recipiente | Categoria                 | Resultado |
| ---- | ---------- | ------------------------- | --------- |
| 2011 | Lady Gaga  | Artista Pop Internacional | Venceu    |

## BET Awards
O BET Awards foi criado em 2001 para a Indústria de Música Afro-Americana. Lady Gaga recebeu um prêmio de 3 indicações.
| Ano  | Recipiente                  | Categoria          | Resultado |
| ---- | --------------------------- | ------------------ | --------- |
| 2010 | "Video Phone" (com Beyoncé) | Vídeo do Ano       | Venceu    |
| 2010 | "Video Phone" (com Beyoncé) | Melhor Colaboração | Indicado  |
| 2011 | Lady Gaga                   | FANdemonium Award  | Indicado  |

## Billboard Awards
Em outubro de 2009, Gaga foi homenageado com pela revista Billboard como Rising Star prêmio da revista anualWomen In Music. Isso faz com que Lady Gaga totais da Billboard End Ano Total 9 de 9, dando-lhe mais do que qualquer outro artista em 2009 de acordo com a Billboardgráficos final do ano.

### Billboard Music Awards
O Billboard Music Awards homenageia os artistas pelo desempenho comercial nos EUA, com base em registros de paradas publicadas pela Billboard. Os prêmios são baseados em dados de vendas da Nielsen SoundScan e em informações de rádio da Nielsen Broadcast Data Systems. A cerimônia de premiação foi realizada de 1990 a 2007, até sua reintrodução em 2011. Gaga recebeu sete prêmios de trinta e quatro indicações.
| Ano  | Recipiente                                | Categoria                          | Resultado |
| ---- | ----------------------------------------- | ---------------------------------- | --------- |
| 2011 | Lady Gaga                                 | Melhor Artista                     | Indicado  |
| 2011 | Lady Gaga                                 | Melhor Artista em Turnê            | Indicado  |
| 2011 | Lady Gaga                                 | Melhor Artista Social              | Indicado  |
| 2011 | Lady Gaga                                 | Melhor Artista de Streaming        | Indicado  |
| 2011 | Lady Gaga                                 | Melhor Artista de Mídia Digital    | Indicado  |
| 2011 | Lady Gaga                                 | Melhor Artista Feminina            | Indicado  |
| 2011 | Lady Gaga                                 | Melhor Artista Pop                 | Indicado  |
| 2011 | Lady Gaga                                 | Melhor Artista de Dance            | Venceu    |
| 2011 | Lady Gaga                                 | Fan Favorite Award                 | Indicado  |
| 2011 | The Fame                                  | Melhor Álbum de Dance/Eletrônica   | Indicado  |
| 2011 | The Fame                                  | Melhor Álbum Pop                   | Indicado  |
| 2011 | "Bad Romance"                             | Melhor Canção de Dance             | Indicado  |
| 2011 | "Bad Romance"                             | Melhor Canção de Streaming (Vídeo) | Indicado  |
| 2011 | "Telephone" (com participação de Beyoncé) | Melhor Canção de Dance             | Indicado  |
| 2011 | The Fame Monster                          | Melhor Álbum de Dance/Eletrônica   | Indicado  |
| 2011 | The Remix                                 | Melhor Álbum de Dance/Eletrônica   | Indicado  |
| 2012 | Lady Gaga                                 | Melhor Artista                     | Indicado  |
| 2012 | Lady Gaga                                 | Melhor Artista Social              | Indicado  |
| 2012 | Lady Gaga                                 | Melhor Artista da Billboard 200    | Indicado  |
| 2012 | Lady Gaga                                 | Melhor Artista de Mídia Digital    | Indicado  |
| 2012 | Lady Gaga                                 | Melhor Artista Feminina            | Indicado  |
| 2012 | Lady Gaga                                 | Melhor Artista Pop                 | Indicado  |
| 2012 | Lady Gaga                                 | Artista Mais Influente             | Indicado  |
| 2012 | Lady Gaga                                 | Melhor Artista de Moda             | Indicado  |
| 2012 | Lady Gaga                                 | Melhor Artista de Dance            | Venceu    |
| 2012 | Born This Way                             | Melhor Álbum de Dance              | Indicado  |
| 2012 | Born This Way                             | Melhor Álbum Pop                   | Indicado  |
| 2012 | Born This Way                             | Melhor Álbum da Billboard 200      | Indicado  |
| 2012 | The Fame                                  | Melhor Álbum de Dance              | Indicado  |
| 2013 | Lady Gaga                                 | Melhor Artista em Turnê            | Indicado  |
| 2014 | Lady Gaga                                 | Melhor Artista de Dance/Eletrônica | Indicado  |
| 2014 | Artpop                                    | Melhor Álbum de Dance/Eletrônica   | Indicado  |
| 2014 | "Applause"                                | Melhor Canção de Dance/Eletrônica  | Indicado  |
| 2015 | Lady Gaga                                 | Melhor Artista em Turnê            | Indicado  |

### Billboard Latin Awards
O Billboard Latin Music Awards cresceu a partir do programa Billboard Music Awards da Billboard Magazine, uma publicação da indústria de gráficos de vendas e airplay de rádio de sucesso de gravações musicais. Lady Gaga foi indicada quatro vezes e venceu uma vez.
| Ano  | Recipiente | Categoria                                        | Resultado |
| ---- | ---------- | ------------------------------------------------ | --------- |
| 2010 | Lady Gaga  | Artista do Ano                                   | Indicado  |
| 2010 | Lady Gaga  | Artista do Ano, Solo                             | Venceu    |
| 2011 | Lady Gaga  | Artista do Ano                                   | Indicado  |
| 2011 | Lady Gaga  | Canções Latinas - Artista Internacional Feminina | Indicado  |

### Billboard Touring Awards
Estabelecido em 2004, o Billboard Touring Awards é uma reunião anual patrocinada pela Billboard Magazine, que também homenageia os principais artistas e profissionais internacionais da indústria de entretenimento ao vivo. Muitos dos prêmios são baseados no quadro Boxscore da Billboard. Gaga ganhou três vezes.
| Ano  | Recipiente         | Categoria                               | Resultado |
| ---- | ------------------ | --------------------------------------- | --------- |
| 2010 | The Monster Ball   | Prêmio Inovador                         | Indicado  |
| 2010 | The Monster Ball   | Prêmio de Marketing e Promoção de Shows | Indicado  |
| 2012 | Born This Way Ball | Prêmio Escolha dos Fans Memoráveis      | Indicado  |
| 2017 | Joanne World Tour  | Prêmio de Marketing e Promoção de Shows | Indicado  |

## BMI Awards
A Broadcast Music, Inc. (BMI) é, junto com a ASCAP e a SESASC, uma das empresas que protejem os direitos autoriais dos cantores norte-americanos. Essa organização pega o dinheiro ganho pela canção e distribui entre todos que trabalharam nela. Lady Gaga recebeu 8 nomeações.
| Ano  | Recipiente                  | Categoria                 | Resultado |
| ---- | --------------------------- | ------------------------- | --------- |
| 2010 | "LoveGame"                  | Melhores Composições      | Venceu    |
| 2010 | "Poker Face"                | Melhores Composições      | Venceu    |
| 2010 | "Just Dance"                | Melhores Composições      | Venceu    |
| 2011 | "Alejandro"                 | Melhores Composições      | Venceu    |
| 2011 | "Telephone" (feat. Beyoncé) | Melhores Composições      | Venceu    |
| 2011 | "Bad Romance"               | Melhores Composições      | Venceu    |
| 2011 | "Paparazzi"                 | Melhores Composições      | Venceu    |
| 2011 | Lady Gaga                   | Melhor Compositora do Ano | Venceu    |
| 2013 | "Yoü and I"                 | Melhores Composições      | Venceu    |

## Brit Awards
O Brit Awards e uma prêmiação anual de música pop da British Phonographic Industry. Gaga foi indicada cinco vezes e ganhou três prêmios.
| Ano  | Recipiente | Categoria                           | Resultado |
| ---- | ---------- | ----------------------------------- | --------- |
| 2010 | Lady Gaga  | Artista Solo Feminina Internacional | Venceu    |
| 2010 | Lady Gaga  | Melhor Revelação Internacional      | Venceu    |
| 2010 | The Fame   | Melhor Álbum Internacional          | Venceu    |
| 2012 | Lady Gaga  | Artista Solo Feminina Internacional | Indicado  |
| 2014 | Lady Gaga  | Artista Solo Feminina Internacional | Indicado  |

## British Academy Film Awards
O British Academy Film Awards é uma premiação anual concedida pela British Academy of Film and Television Arts (BAFTA) para homenagear as melhores contribuições britânicas e internacionais para o cinema. Gaga foi indicada duas vezes e recebeu um prêmio.
| Ano  | Recipiente     | Categoria                     | Resultado |
| ---- | -------------- | ----------------------------- | --------- |
| 2019 | A Star Is Born | Melhor Atriz                  | Indicado  |
| 2019 | A Star Is Born | Melhor Trilha Sonora Original | Venceu    |
| 2022 | House of Gucci | Melhor Atriz                  | Indicado  |

## BT Digital Music Awards
O BT Digital Music Award foi uma cerimônia britânica de premiação musical realizada anualmente durante 10 anos, de 2002 até sua última cerimônia, em 2011. Gaga recebeu um prêmio.
| Ano  | Recipiente | Categoria                    | Resultado |
| ---- | ---------- | ---------------------------- | --------- |
| 2011 | Lady Gaga  | Melhor Artista Internacional | Indicado  |

## Canadian Fragrance Awards
Promovido pela revista Cosmetics, o Canadian Fragrance Awards homenageia os melhores lançamentos de fragrâncias do ano, escolhidos pelo painel de votação de especialistas do setor, consultores de beleza e juízes de mídia. Gaga ganhou uma vez.
| Ano  | Recipiente | Categoria        | Resultado |
| ---- | ---------- | ---------------- | --------- |
| 2013 | Fame       | Customers Choice | Venceu    |

## Channel [V] Thailand Music Video Awards
O Channel [V] Thailand Music Video Awards foi criado em 2002 pelo canal V Thailand. Gaga recebeu dois prêmios de três indicações.
| Ano  | Recipiente   | Categoria                  | Resultado |
| ---- | ------------ | -------------------------- | --------- |
| 2010 | Lady Gaga    | Artista Internacional      | Venceu    |
| 2010 | Lady Gaga    | Novo Artista Internacional | Indicado  |
| 2010 | "Poker Face" | Videoclipe Internacional   | Venceu    |

## Chicago Film Critics Association
O Chicago Film Critics Association é uma associação de críticos de cinema profissionais, que trabalham na mídia impressa, radiodifusão e on-line, com sede em Chicago, Illinois. Gaga recebeu duas indicações.
| Ano  | Recipiente     | Categoria               | Resultado |
| ---- | -------------- | ----------------------- | --------- |
| 2018 | A Star Is Born | Melhor Atriz            | Indicado  |
| 2018 | A Star Is Born | Melhor Atriz Promissora | Indicado  |

## Columbus Citizens Foundation
A Columbus Citizens Foundation patrocina a celebração anual do Dia de Colombo, que honra o espírito de exploração e coragem que inspirou a expedição de Cristóvão Colombo em 1492 e as importantes contribuições dos ítalo-americanos para os Estados Unidos. Gaga recebeu o Prêmio Humanitário durante a 71ª parada do Dia de Colombo por seu trabalho na Born This Way Foundation.
| Ano  | Recipiente                     | Categoria          | Resultado |
| ---- | ------------------------------ | ------------------ | --------- |
| 2015 | Lady Gaga e Cynthia Germanotta | Prêmio Humanitário | Venceu    |

## Critics Choice Movie Awards
O Critics Choice Movie Awards é apresentado anualmente desde 1995 pela Broadcast Film Critics Association por realizações notáveis na indústria cinematográfica. Gaga recebeu dois prêmios de quatro indicações.
| Ano  | Recipiente                     | Categoria      | Resultado |
| ---- | ------------------------------ | -------------- | --------- |
| 2012 | "Hello Hello" (com Elton John) | Melhor Canção  | Indicado  |
| 2016 | "Til It Happens to You"        | Melhor Canção  | Indicado  |
| 2019 | A Star Is Born                 | Melhor Atriz   | Venceu    |
| 2019 | "Shallow" (com Bradley Cooper) | Melhor Canção  | Venceu    |
| 2022 | Melhor Atriz                   | House of Gucci | Indicado  |

## Denver Film Critics Society
A Denver Film Critics Society (DFCS) reconhece a excelência no cinema e promove o Colorado dentro do setor. Gaga recebeu uma indicação.
| Ano  | Recipiente              | Categoria              | Resultado |
| ---- | ----------------------- | ---------------------- | --------- |
| 2015 | "Til It Happens to You" | Melhor Canção Original | Indicado  |

## Detroit Film Critics Society Award
Detroit Film Critics Society é uma organização de críticos de cinema sediada em Detroit, Michigan, Estados Unidos. Foi fundada em 2007 e inclui um grupo de mais de vinte e críticos de cinema. Para se tornar um membro, o crítico deve ter analisado, pelo menos, doze filmes por ano. Anualmente, uma premiação é organizada para condecorar os melhores filmes do ano anterior.
| Ano  | Recipiente     | Categoria           | Resultado |
| ---- | -------------- | ------------------- | --------- |
| 2018 | A Star Is Born | Melhor Atriz        | Indicado  |
| 2018 | A Star Is Born | Desempenho Inovador | Indicado  |

## Do Something! Awards
Inaugurado em 1996 pela Do Something, uma organização sem fins lucrativos que incentiva os jovens a ajudar em suas comunidades, o Do Something! Awards homenageiam atletas, artistas da música e atores que retratam uma questão social. É promovido pela VH1 desde 2010. Gaga recebeu um prêmio e foi indicada cinco vezes.
| Ano  | Recipiente      | Categoria                        | Resultado |
| ---- | --------------- | -------------------------------- | --------- |
| 2010 | Lady Gaga       | Melhor Artista Musical           | Indicado  |
| 2011 | Lady Gaga       | Melhor Artista Musical           | Indicado  |
| 2011 | Lady Gaga       | Artista que Faz Algo no Facebook | Venceu    |
| 2011 | "Born This Way" | Melhor Canção de Caridade        | Indicado  |
| 2012 | Lady Gaga       | Artista que Faz Algo no Twitter  | Indicado  |

## Dorian Awards
Os Dorian Awards são organizados pela Associação de Críticos de Gays e Lésbicas. Gaga ganhou uma de quatro indicações.
| Ano  | Recipiente                                                               | Categoria                        | Resultado |
| ---- | ------------------------------------------------------------------------ | -------------------------------- | --------- |
| 2011 | Lady Gaga Presents the Monster Ball Tour: At Madison Square Garden       | Performance Musical de TV do Ano | Venceu    |
| 2011 | A Very Gaga Thanksgiving                                                 | Performance Musical de TV do Ano | Indicado  |
| 2015 | "The Sound of Music 50th anniversary tribute" na 87.ª cerimônia do Oscar | Performance Musical de TV do Ano | Indicado  |
| 2016 | "Til It Happens to You" na 88.ª cerimônia do Oscar                       | Performance Musical de TV do Ano | Indicado  |

## Diamond Award
O Diamond Award é um troféu dado pela RIAA em reconhecimento a trabalhos que tenham vendido a partir de dez milhões de cópias em território norte-americano
| Ano  | Recipiente    | Categoria    | Resultado |
| ---- | ------------- | ------------ | --------- |
| 2013 | "Bad Romance" | RIAA Diamond | Venceu    |
| 2015 | "Poker Face"  | RIAA Diamond | Venceu    |

## ECHO Awards
O ECHO Awards é um prêmio de música alemã concedido todos os anos pela Deutsche Phono-Akademie, uma associação de gravadoras. Gaga ganhou três vezes em cinco indicações.
| Ano  | Recipiente    | Categoria                            | Resultado |
| ---- | ------------- | ------------------------------------ | --------- |
| 2010 | Lady Gaga     | Artista Feminina Internacional       | Venceu    |
| 2010 | Lady Gaga     | Revelação Internacional              | Venceu    |
| 2010 | The Fame      | Álbum Internacional/Nacional do Ano  | Indicado  |
| 2010 | "Poker Face"' | Canção Internacional/Nacional do Ano | Venceu    |
| 2012 | Lady Gaga     | Artista Feminina Internacional       | Indicado  |

## ESKA Music Awards
O ESKA Music Awards foi estabelecido pela estação de rádio polonesa ESKA e acontece anualmente na Polônia. Gaga recebeu dois prêmios.
| Ano  | Recipiente | Categoria                      | Resultado |
| ---- | ---------- | ------------------------------ | --------- |
| 2009 | Lady Gaga  | Melhor Artista Novo            | Venceu    |
| 2011 | Lady Gaga  | Artista Feminina Internacional | Venceu    |

## Emma-gaala
Emma-gaala (Emma Awards) é sediada anualmente pela Musiikkituottajat, uma importante federação da indústria musical finlandesa, para reconhecer as realizações na indústria da música finlandesa. O Prêmio de Artista Estrangeiro do Ano foi lançado em 2009 e Gaga foi indicado em 2010 e em 2012.
| Ano  | Recipiente | Categoria                  | Resultado |
| ---- | ---------- | -------------------------- | --------- |
| 2010 | Lady Gaga  | Artista Estrangeiro do Ano | Indicado  |
| 2012 | Lady Gaga  | Artista Estrangeiro do Ano | Venceu    |

## Emmy Awards
O Emmy Award, muitas vezes referido simplesmente como o Emmy, reconhece a excelência na indústria da televisão, e corresponde ao Oscar (por filme), ao Tony Award (para teatro) e ao Grammy Award (por música). O primeiro especial de Gaga recebeu cinco indicações e ganhou um. Os editores Bill DeRonde, Michael Polito, Kevin O'Dea e Katie Hetland foram os vencedores deste prêmio. Gaga foi indicada três vezes.
| Ano  | Recipiente                                                         | Categoria                                                                    | Resultado |
| ---- | ------------------------------------------------------------------ | ---------------------------------------------------------------------------- | --------- |
| 2011 | Lady Gaga Presents: The Monster Ball Tour at Madison Square Garden | Melhor Programa de Variedade, Comédia ou Músical                             | Indicado  |
| 2015 | Tony Bennett and Lady Gaga: Cheek to Cheek Live!                   | Melhor Programa de Variedade, Comédia ou Músical                             | Indicado  |
| 2017 | Super Bowl LI Halftime Show Starring Lady Gaga                     | Melhor Edição de Arte em Variedades, Não-Ficção, Evento ou Programa Especial | Indicado  |

## Fangoria Chainsaw Awards
Fundada em 1992, a Fangoria Chainsaw Awards é uma cerimônia de premiação que premia filmes, TV, cineastas e atores do gênero terror. Gaga recebeu uma indicação.
| Ano  | Recipiente                   | Categoria          | Resultado |
| ---- | ---------------------------- | ------------------ | --------- |
| 2016 | American Horror Story: Hotel | Melhor Atriz de TV | Indicado  |

## Fashion Los Angeles Awards
Criado em 2015, o Fashion Los Angeles Awards homenageia o melhor da moda em Hollywood. Gaga recebeu um prêmio.
| Ano  | Recipiente | Categoria     | Resultado |
| ---- | ---------- | ------------- | --------- |
| 2016 | V Magazine | Editor do Ano | Venceu    |

## Framboesa de Ouro
Criado em 1981, o Framboesa de Ouro tem como objetivo premiar os piores atores, filmes e demais atributos cinematográficos apresentados ao longo do ano. Gaga foi indicada duas vezes.
| Ano  | Recipiente          | Categoria                                  | Resultado |
| ---- | ------------------- | ------------------------------------------ | --------- |
| 2025 | Joker: Folie à Deux | Pior Atriz                                 | Indicado  |
| 2025 | Joker: Folie à Deux | Pior Dupla ou Elenco (com Joaquin Phoenix) | Venceu    |

## FiFi Awards
O FiFi Awards é um evento anual patrocinado pela The Fragrance Foundation, que homenageia as realizações criativas da indústria de fragrâncias. Gaga tem uma indicação.
| Ano  | Recipiente | Categoria                             | Resultado |
| ---- | ---------- | ------------------------------------- | --------- |
| 2013 | Fame       | Melhor Nova Fragrância de Celebridade | Indicado  |

## Fonogram Awards
O Fonogram Music Awards Hungarian é a premiação da música nacional de Hungria, realizada todos os anos desde 1992 e promovido por Mahasz. Gaga ganhou um prêmio de uma nomeação
| Ano  | Recipiente | Categoria                            | Resultado |
| ---- | ---------- | ------------------------------------ | --------- |
| 2010 | The Fame   | Internacional Pop/Rock Álbum moderno | Venceu    |

## GAFFA Awards

### GAFFA Awards (Dinamarca)
| Ano  | Recipiente    | Categoria                             | Resultado |
| ---- | ------------- | ------------------------------------- | --------- |
| 2009 | Lady Gaga     | Artista Feminina Internacional do Ano | Venceu    |
| 2011 | Lady Gaga     | Artista Feminina Internacional do Ano | Indicado  |
| 2011 | Born This Way | Vídeo Internacional do Ano            | Indicado  |
| 2016 | Lady Gaga     | Artista Feminina Internacional do Ano | Indicado  |

## Georgia Film Critics Association
A Georgia Film Critics Association (GAFCA) foi criada em 2011 com a intenção de promover a crítica de filmes e a indústria cinematográfica no estado da Geórgia. Gaga tem uma indicação.
| Ano  | Recipiente              | Categoria              | Resultado |
| ---- | ----------------------- | ---------------------- | --------- |
| 2015 | "Til It Happens to You" | Melhor Canção Original | Indicado  |

## GLAAD Media Awards
O GLAAD Media Awards foi criado em 1990 pela Gay & Lesbian Alliance Against Defamation para "reconhecer e homenagear a mídia por suas representações justas, precisas e inclusivas da comunidade LGBT e os problemas que afetam suas vidas". Gaga ganhou dois prêmios em quatro indicações.
| Ano  | Recipiente | Categoria           | Resultado |
| ---- | ---------- | ------------------- | --------- |
| 2010 | Lady Gaga  | Artista em Destaque | Venceu    |
| 2012 | Lady Gaga  | Artista em Destaque | Venceu    |
| 2014 | Lady Gaga  | Artista em Destaque | Indicado  |
| 2017 | Lady Gaga  | Artista em Destaque | Indicado  |

## Glamour Awards
O Glamour Awards é dado pela revista inglesa Glamour. Gaga ganhou uma de duas indicações.
| Ano  | Recipiente | Categoria                  | Resultado |
| ---- | ---------- | -------------------------- | --------- |
| 2013 | Lady Gaga  | Prêmio de Mulher do Ano    | Venceu    |
| 2014 | Lady Gaga  | Artista Solo Internacional | Indicado  |

## Golden Globe Awards
O Globo de Ouro é um prêmio americano concedido pelos 93 membros da Associação de Imprensa Estrangeira de Hollywood, que reconhece a excelência no cinema e na televisão, tanto nacional quanto estrangeira. Gaga ganhou duas vezes de três indicações. Em 2018, ela se tornou a primeira artista musical a ser indicada nas categorias cinema, televisão e música.
| Ano  | Recipiente                     | Categoria                                          | Resultado |
| ---- | ------------------------------ | -------------------------------------------------- | --------- |
| 2016 | American Horror Story: Hotel   | Melhor Atriz em Minissérie ou Filme para Televisão | Venceu    |
| 2019 | A Star Is Born                 | Melhor Atriz em Cinema - Drama                     | Indicado  |
| 2019 | "Shallow" (com Bradley Cooper) | Melhor Canção Original                             | Venceu    |
| 2022 | House of Gucci                 | Melhor Atriz em Cinema - Drama                     | Indicado  |

## Grammy Awards
O Grammy Awards é a premiação mais importante da música, é entregue pela Academia de Ciências e Artes da Música dos Estados Unidos. Lady Gaga foi indicada 38 vezes, ganhando 14 delas.
| Ano  | Recipiente                                                            | Categoria                                            | Resultado |
| ---- | --------------------------------------------------------------------- | ---------------------------------------------------- | --------- |
| 2009 | "Just Dance" (com Colby O'Donis)                                      | Melhor Gravação Dance                                | Indicado  |
| 2010 | The Fame                                                              | Álbum do Ano                                         | Indicado  |
| 2010 | The Fame                                                              | Melhor Álbum Dance/Eletrônico                        | Venceu    |
| 2010 | "Poker Face"                                                          | Canção do Ano                                        | Indicado  |
| 2010 | "Poker Face"                                                          | Gravação do Ano                                      | Indicado  |
| 2010 | "Poker Face"                                                          | Melhor Gravação Dance                                | Venceu    |
| 2011 | The Fame Monster                                                      | Álbum do Ano                                         | Indicado  |
| 2011 | The Fame Monster                                                      | Melhor Álbum Pop Vocal                               | Venceu    |
| 2011 | "Bad Romance"                                                         | Melhor Performance Vocal Pop Feminina                | Venceu    |
| 2011 | "Bad Romance"                                                         | Melhor Videoclipe                                    | Venceu    |
| 2011 | "Telephone" (com Beyoncé)                                             | Melhor Colaboração Pop com Vocais                    | Indicado  |
| 2011 | "Dance in the Dark"                                                   | Melhor Gravação Dance                                | Indicado  |
| 2012 | Born This Way                                                         | Álbum do Ano                                         | Indicado  |
| 2012 | Born This Way                                                         | Melhor Álbum Pop Vocal                               | Indicado  |
| 2012 | "You and I"                                                           | Melhor Performance Pop Solo                          | Indicado  |
| 2015 | Cheek to Cheek (com Tony Bennett)                                     | Melhor Álbum de Pop Vocal Tradicional                | Venceu    |
| 2016 | "Til It Happens to You"                                               | Melhor Música Escrita Para Mídia Visual              | Indicado  |
| 2018 | Joanne                                                                | Melhor Álbum Pop Vocal                               | Indicado  |
| 2018 | "Million Reasons"                                                     | Melhor Performance Pop Solo                          | Indicado  |
| 2019 | "Shallow" (com Bradley Cooper)                                        | Canção do Ano                                        | Indicado  |
| 2019 | "Shallow" (com Bradley Cooper)                                        | Gravação do Ano                                      | Indicado  |
| 2019 | "Shallow" (com Bradley Cooper)                                        | Melhor Performance de Dupla/Grupo Pop                | Venceu    |
| 2019 | "Shallow" (com Bradley Cooper)                                        | Melhor Música Escrita Para Mídia Visual              | Venceu    |
| 2019 | "Joanne (Where Do You Think You're Goin'?)"                           | Melhor Performance Pop Solo                          | Venceu    |
| 2020 | A Star Is Born                                                        | Melhor Compilação de Trilha Sonora para Mídia Visual | Venceu    |
| 2020 | "Always Remember Us This Way"                                         | Canção do Ano                                        | Indicado  |
| 2020 | "I'll Never Love Again"                                               | Melhor Música Escrita Para Mídia Visual              | Venceu    |
| 2021 | Chromatica                                                            | Melhor Álbum Pop Vocal                               | Indicado  |
| 2021 | "Rain on Me" (com Ariana Grande)                                      | Melhor Performance de Dupla/Grupo Pop                | Venceu    |
| 2022 | Love for Sale (com Tony Bennett)                                      | Álbum do Ano                                         | Indicado  |
| 2022 | Love for Sale (com Tony Bennett)                                      | Melhor Álbum de Pop Vocal Tradicional                | Venceu    |
| 2022 | "I Get a Kick Out of You" (com Tony Bennett)                          | Gravação do Ano                                      | Indicado  |
| 2022 | "I Get a Kick Out of You" (com Tony Bennett)                          | Melhor Performance de Dupla/Grupo Pop                | Indicado  |
| 2022 | "I Get a Kick Out of You" (com Tony Bennett)                          | Melhor Videoclipe                                    | Indicado  |
| 2023 | Top Gun: Maverick (com Lorne Balfe, Harold Faltermeyer e Hans Zimmer) | Melhor Compilação de Trilha Sonora para Mídia Visual | Indicado  |
| 2023 | "Hold My Hand"                                                        | Melhor Música Escrita Para Mídia Visual              | Indicado  |
| 2025 | "Die with a Smile" (com Bruno Mars)                                   | Canção do Ano                                        | Indicado  |
| 2025 | "Die with a Smile" (com Bruno Mars)                                   | Melhor Performance de Dupla/Grupo Pop                | Venceu    |

## International Dance Music Awards
O International Dance Music Awards faz parte da Winter Music Conference. Existem mais de 500 eventos individuais durante a semana da conferência, que tem lugar de destaque, porque ela é de grande amplitude e popularidade. O The New York Times denominou-o "um dos mais esperados eventos de música dance no país". Lady GaGa venceu duas categorias de doze indicações totais.
| Ano  | Recipiente       | Categoria               | Resultado |
| ---- | ---------------- | ----------------------- | --------- |
| 2009 | Just Dance       | Melhor Canção Pop Dance | Indicado  |
| 2009 | Just Dance       | Melhor Video            | Indicado  |
| 2009 | Lady GaGa        | Artista Revelação Solo  | Indicado  |
| 2010 | Lady Gaga        | Melhor Artista Solo     | Indicado  |
| 2010 | The Fame Monster | Melhor Álbum            | Indicado  |
| 2010 | "Bad Romance"    | Melhor Video            | Venceu    |
| 2010 | "Bad Romance"    | Melhor Canção Pop Dance | Indicado  |
| 2011 | Lady Gaga        | Melhor Artista Solo     | Indicado  |
| 2011 | "Telephone"      | Melhor Video            | Indicado  |
| 2011 | "Alejandro"      | Melhor Canção Pop Dance | Venceu    |
| 2011 | Lady Gaga        | Melhor Artista Solo     | Indicado  |
| 2011 | "Judas"          | Melhor Video            | Indicado  |
| 2011 | Born This Way    | Melhor Canção Pop Dance | Indicado  |

## Japan Gold Disc Awards
O Japan Gold Disc Awards é uma prêmiação anual realizada no japão. Os vencedores são selecionados através das vendas dos trabalhos pela The Recording Industry Association of Japan (RIAJ). Gaga foi nomeada sete vezes ganhando dois prêmios.
| Ano             | Recipiente               | Categoria                    | Resultado |
| --------------- | ------------------------ | ---------------------------- | --------- |
| 2010            | Lady Gaga                | Melhor artista internacional | Indicado  |
| 2010            | Lady Gaga                | Revelação internacional      | Venceu    |
| 2011            | Lady Gaga                | Melhor Artista Internacional | Indicado  |
| 2012            | Lady Gaga                | Melhor Artista Internacional | Indicado  |
| Born This Way   | Álbum do Ano             | Indicado                     |           |
| Born This Way   | Álbum Estrangeiro do Ano | Indicado                     |           |
| "Born This Way" | Canção do Ano            | Indicado                     |           |
| 2013            | The Monster Ball Tour    | Melhor Internacional         | Venceu    |

## Juno Awards
Os prêmios Juno Awards são concedidos anualmente pela Academia Canadense de Artes e Ciências Fonográficas (Canadian Academy of Recording Arts and Sciences) para honrar a excelência de cantores e músicos canadenses. Lady Gaga está nomeada em uma catégoria em 2012.
| Ano  | Recipiente    | Categoria                  | Resultado |
| ---- | ------------- | -------------------------- | --------- |
| 2012 | Born This Way | Álbum Internacional do Ano | Indicado  |

## Los Prêmios 40 Principales
Los Premios 40 Principales, é uma premiação pela estação de rádio musical Los 40 Principales. Criado em 2006 para celebrar o quadragésimo aniversário da fundação da estação em todo o mundo.
| Ano  | Recipiente    | Categoria                    | Resultado |
| ---- | ------------- | ---------------------------- | --------- |
| 2010 | Lady Gaga     | Melhor Artista Internacional | Venceu    |
| 2010 | "Bad Romance" | Melhor Canção Internacional  | Venceu    |

## Los Prêmios Telehit
Los Premios Telehit, é uma premiação que acontece anualmente no México com direito a cerimônia e que premia artistas nacionais e também internacionais quando algum artista de outro país se destaca bastante no País. Lady Gaga única artista internacional a conseguir tais 6 indicações desde o começo da premiação e venceu 1 dela.
| Ano  | Recipiente        | Categoria      | Resultado |
| ---- | ----------------- | -------------- | --------- |
| 2010 | Lady Gaga         | Artista do Ano | Indicado  |
| 2010 | Poker Face        | Música do Ano  | Indicado  |
| 2011 | Lady Gaga         | Artista do Ano | Venceu    |
| 2011 | "Born this Way"   | Canção do Ano  | Indicado  |
| 2011 | "Born this Way"   | Video do Ano   | Venceu    |
| 2011 | Monster Ball Tour | Turnê do Ano   | Indicado  |

## Meteor Music Awards
O Meteor Music Awards é realizado todos os anos desde 2001 na Irlanda, e é promovido por MCD Productions. Lady Gaga recebeu um prêmio de duas nomeações.
| Ano  | Recipiente       | Categoria                             | Resultado |
| ---- | ---------------- | ------------------------------------- | --------- |
| 2010 | Lady Gaga        | Melhor Artista Feminina Internacional | Venceu    |
| 2010 | The Fame Monster | Melhor Álbum Internacional            | Indicado  |

## MOBO Awards
O Mobo awards é um prêmio criado 1996 por Kanya Ting para reconhecer artistas de qualquer raça ou nacionalidade que façam música de inspiração negra. Acontecem anualmente na Inglaterra e é transmitido pela TV a cabo britânica. Lady Gaga foi nomeada uma vez.
| Ano  | Recipiente | Categoria                    | Resultado |
| ---- | ---------- | ---------------------------- | --------- |
| 2009 | Lady Gaga  | Melhor Artista Internacional | Indicado  |

## MTV

### Los Premios MTV America
Los Premios MTV Latinoamérica é a versão América Latin do MTV Video Music Awards. Eles foram criados em 2002 para comemorar os vídeos musicais do ano na América Latina e do mundo. Gaga foi indicada quatro vezes e recebeu dois prêmios.
| Ano  | Recipiente | Categoria                              | Resultado |
| ---- | ---------- | -------------------------------------- | --------- |
| 2009 | Lady Gaga  | Melhor Artista Pop Internacional       | Indicado  |
| 2009 | Lady Gaga  | Melhor Artista Revelação Internacional | Venceu    |
| 2009 | Poker Face | Canção do Ano                          | Venceu    |
| 2009 | Poker Face | Melhor Ringtone                        | Indicado  |

### MTV Australia Awards
O MTV Australia Awards é uma cerimônia anual de premiação criada em 2005 pela MTV Austrália. Gaga foi indicada duas vezes
| Ano  | Recipiente   | Categoria         | Resultado |
| ---- | ------------ | ----------------- | --------- |
| 2009 | Lady Gaga    | Artista Revelação | Indicado  |
| 2009 | "Poker Face" | Video do Ano      | Indicado  |

### MTV Video Music Brasil
O MTV Video Music Brasil prêmios (originalmente Vídeo Music Awards Brasil), mais conhecido como VMB, são MTV Brasil cerimônia de premiação anual, criada em 1995. Lady Gaga recebeu três indicações e um prêmio em 2011.
| Ano  | Recipiente | Categoria                    | Resultado |
| ---- | ---------- | ---------------------------- | --------- |
| 2009 | Lady Gaga  | Artista Internacional do Ano | Indicado  |
| 2010 | Lady Gaga  | Artista Internacional do Ano | Indicado  |
| 2011 | Lady Gaga  | Artista Internacional do Ano | Venceu    |

### MTV Japan Video Music Awards
O MTV Video Music Awards Japan é a versão japonesa do MTV Video Music Awards. Inicialmente Japão era parte do MTV Asia Awards, que faziam parte todos os países asiáticos, mas por causa da variedade musical existente no Japão, um fator que os países vizinhos não têm, e em maio de 2002 começou a realizar os seus próprios prêmios de forma independente. Gaga ganhou 1 prêmio de 8 indicações. Em 2011, Gaga recebeu três prêmios de três indicações para o seu hit "Born This Way".
| Ano  | Recipiente      | Categoria             | Resultado |
| ---- | --------------- | --------------------- | --------- |
| 2010 | "Poker Face"    | Video do Ano          | Indicado  |
| 2010 | "Poker Face"    | Melhor Video Feminino | Indicado  |
| 2010 | "Poker Face"    | Melhor Video Dance    | Indicado  |
| 2010 | "Poker Face"    | Melhor Karaokee! Song | Indicado  |
| 2010 | "Video Phone"   | Melhor Colaboração    | Indicado  |
| 2011 | "Born This Way" | Video do Ano          | Venceu    |
| 2011 | "Born This Way" | Melhor Video Feminino | Indicado  |
| 2011 | "Born This Way" | Melhor Video Dance    | Indicado  |

### MTV O Music Awards
O MTV O Music Awards foi criado em 2011 para premiar artistas inovadores, tecnologicos, etc. Lady Gaga Recebeu 6 indicações, ganhando 2 delas.
| Ano  | Recipiente | Categoria                               | Resultado |
| ---- | ---------- | --------------------------------------- | --------- |
| 2011 | Lady Gaga  | Artista Inovador                        | Indicado  |
| 2011 | Lady Gaga  | Artista que você deve seguir no Twitter | Indicado  |
| 2011 | Lady Gaga  | GIFT Favorita                           | Venceu    |
| 2011 | Lady Gaga  | Fã Army FTW                             | Indicado  |
| 2011 | Lady Gaga  | Melhor Fã Army FTW                      | Indicado  |
| 2011 | Lady Gaga  | Artista que você deve seguir no Twitter | Venceu    |

### MTV Video Music Awards
Os "MTV Video Music Awards" (VMA) foram feitos pela primeira vez em 1984 pela MTV, de forma a enaltecer os melhores videoclipes do ano. Originalmente concebidos como uma alternativa aos Grammy Awards, os MTV Video Music Awards são agora um programa de entrega de prêmios da cultura pop respeitado. São apresentados todos os anos e são emitidos pela MTV. Lady GaGa recebeu 18 prêmios de 38 indicações no total, dentre eles, o primeiro Prêmio Tricon Award, pela relevância e impacto dos seus trabalhos como cantora, atriz e filântropa, e é a terceira maior vencedora da premiação.
| Ano  | Recipiente                               | Categoria                        | Resultado |
| ---- | ---------------------------------------- | -------------------------------- | --------- |
| 2009 | Poker Face                               | Vídeo do Ano                     | Indicado  |
| 2009 | Poker Face                               | Melhor Vídeo Feminino            | Indicado  |
| 2009 | Poker Face                               | Melhor Vídeo Pop                 | Indicado  |
| 2009 | Poker Face                               | Melhor Artista Novo              | Venceu    |
| 2009 | Paparazzi                                | Melhor Direção                   | Indicado  |
| 2009 | Paparazzi                                | Melhor Edição                    | Indicado  |
| 2009 | Paparazzi                                | Melhores Efeitos Especiais       | Venceu    |
| 2009 | Paparazzi                                | Melhor Fotografia                | Indicado  |
| 2009 | Paparazzi                                | Melhor Direção de Arte           | Venceu    |
| 2010 | Bad Romance                              | Melhores Efeitos Especiais       | Indicado  |
| 2010 | Bad Romance                              | Melhor Direção                   | Venceu    |
| 2010 | Bad Romance                              | Melhor Video Feminino            | Venceu    |
| 2010 | Bad Romance                              | Melhor Vídeo Pop                 | Venceu    |
| 2010 | Bad Romance                              | Melhor Direção de arte           | Indicado  |
| 2010 | Bad Romance                              | Video do Ano                     | Venceu    |
| 2010 | Bad Romance                              | Melhor Edição                    | Venceu    |
| 2010 | Bad Romance                              | Melhor Video dance               | Venceu    |
| 2010 | Bad Romance                              | Melhor Coreografia               | Venceu    |
| 2010 | Bad Romance                              | Melhor Fotografia                | Indicado  |
| 2010 | Telephone                                | Melhor Colaboração               | Venceu    |
| 2010 | Telephone                                | Video do Ano                     | Indicado  |
| 2010 | Telephone                                | Melhor Coreografia               | Indicado  |
| 2011 | Born This Way                            | Melhor Video Feminino            | Venceu    |
| 2011 | Born This Way                            | Melhor Vídeo com uma Mensagem    | Venceu    |
| 2011 | Judas                                    | Melhor Direção de Arte           | Indicado  |
| 2011 | Judas                                    | Melhor Coreografia               | Indicado  |
| 2019 | Shallow                                  | Canção do Ano                    | Indicado  |
| 2019 | Shallow                                  | Melhor Colaboração               | Indicado  |
| 2020 | Rain on Me (with Ariana Grande)          | Vídeo do Ano                     | Indicado  |
| 2020 | Rain on Me (with Ariana Grande)          | Melhor Colaboração               | Venceu    |
| 2020 | Rain on Me (with Ariana Grande)          | Melhor Vídeo Pop                 | Indicado  |
| 2020 | Rain on Me (with Ariana Grande)          | Canção do Ano                    | Venceu    |
| 2020 | Rain on Me (with Ariana Grande)          | Melhor Cinematografia            | Venceu    |
| 2020 | Rain on Me (with Ariana Grande)          | Melhores Efeitos Visuais         | Indicado  |
| 2020 | Rain on Me (with Ariana Grande)          | Melhor Coreografia               | Indicado  |
| 2020 | Smile (from One World: Together At Home) | Melhor Performance na Quarentena | Indicado  |
| 2020 | Lady Gaga                                | Artista do Ano                   | Venceu    |
| 2020 | Lady Gaga                                | MTV TRICON Award                 | Venceu    |

### MTV Europe Music Awards
O MTV Europe Music Awards (EMA) foram estabelecidos em 1994 pela MTV Networks Europe para comemorar a música mais popular na Europa, tendo passado a celebrar a música de várias partes do mundo a partir de 2011. Gaga recebeu 12 prêmios de 28 nomeações, no intervalo de tempo de 2009 a 2020.
| Ano  | Recipiente                       | Categoria                      | Resultado |
| ---- | -------------------------------- | ------------------------------ | --------- |
| 2009 | Poker Face                       | Melhor Canção                  | Indicado  |
| 2009 | Lady Gaga                        | Melhor Artista Ao Vivo         | Indicado  |
| 2009 | Lady Gaga                        | Artista Revelação              | Venceu    |
| 2009 | Lady Gaga                        | Melhor Artista Feminina        | Indicado  |
| 2009 | Lady Gaga                        | Melhor Concerto do World Stage | Indicado  |
| 2010 | Bad Romance                      | Melhor Canção                  | Venceu    |
| 2010 | Lady Gaga                        | Melhor Artista Ao Vivo         | Indicado  |
| 2010 | Lady Gaga                        | Melhor Artista Pop             | Indicado  |
| 2010 | Lady Gaga                        | Melhor Artista Feminina        | Venceu    |
| 2010 | Telephone                        | Melhor Video                   | Indicado  |
| 2011 | Born This Way                    | Melhor Canção                  | Venceu    |
| 2011 | Born This Way                    | Melhor Vídeo                   | Venceu    |
| 2011 | Lady Gaga                        | Melhor Artista Feminina        | Venceu    |
| 2011 | Lady Gaga                        | Melhor Artista Pop             | Venceu    |
| 2011 | Lady Gaga                        | Melhor Artista Ao Vivo         | Indicado  |
| 2011 | Lady Gaga                        | Maiores fãs                    | Venceu    |
| 2011 | Lady Gaga                        | Melhor Artista Norte-Americano | Indicado  |
| 2012 | Lady Gaga                        | Melhor Artista Ao Vivo         | Indicado  |
| 2012 | Lady Gaga                        | Maiores fãs                    | Indicado  |
| 2012 | Marry The Night                  | Melhor Video                   | Indicado  |
| 2013 | Lady Gaga                        | Melhor Artista Feminina        | Indicado  |
| 2013 | Lady Gaga                        | Melhor Look                    | Indicado  |
| 2013 | Lady Gaga                        | Maiores Fãs                    | Indicado  |
| 2013 | Applause                         | Melhor Vídeo                   | Indicado  |
| 2015 | Lady Gaga                        | Melhor Artista Ao Vivo         | Indicado  |
| 2016 | Lady Gaga                        | Melhor Artista Feminina        | Venceu    |
| 2016 | Lady Gaga                        | Melhor Look                    | Venceu    |
| 2016 | Lady Gaga                        | Maiores Fãs                    | Indicado  |
| 2020 | Rain on Me (feat. Ariana Grande) | Melhor Canção                  | Indicado  |
| 2020 | Rain on Me (feat. Ariana Grande) | Melhor Vídeo                   | Indicado  |
| 2020 | Rain on Me (feat. Ariana Grande) | Melhor Colaboração             | Indicado  |
| 2020 | Lady Gaga                        | Melhor Artista                 | Venceu    |
| 2020 | Lady Gaga                        | Melhor Artista dos EUA         | Venceu    |
| 2020 | Lady Gaga                        | Melhor Artista Pop             | Indicado  |
| 2020 | Lady Gaga                        | Maiores fãs                    | Indicado  |

## MuchMusic Video Awards
O MuchMusic Video Awards é uma cerimônia de premiação anual apresentado pelo canal canadens MuchMusic. Lady Gaga ganhou três prêmios de sete indicações.
.
| Ano  | Recipiente                      | Categoria                               | Resultado |
| ---- | ------------------------------- | --------------------------------------- | --------- |
| 2009 | "Poker Face"                    | Video Internacional Favorito            | Venceu    |
| 2009 | "Poker Face"                    | Artista em Video Internacional Favorito | Indicado  |
| 2010 | "Telephone" (featuring Beyoncé) | Artista em Video Internacional Favorito | Indicado  |
| 2010 | "Telephone" (featuring Beyoncé) | Video Internacional Favorito            | Indicado  |
| 2011 | "Judas"                         | Video Internacional Favorito            | Venceu    |
| 2011 | "Born This Way"                 | Artista Internacional Favorito          | Venceu    |
| 2011 | "Alejandro"                     | Video Mais Assistido do Ano             | Indicado  |

## MYX Music Awards
Myx Music Awards é uma premiação que honra os artistas Filipinos do Ano. Lady Gaga Recebeu uma indicação em 2011.
| Ano  | Recipiente  | Categoria                  | Resultado |
| ---- | ----------- | -------------------------- | --------- |
| 2011 | "Telephone" | Melhor Video Internacional | Indicado  |

## National Board of Review
O National Board of Review foi fundado em 1909 em Nova Iorque. Entre 1916 e 1950 serviu como órgão de censura e regulação do conteúdo dos filmes. Desde 1932 até os dias de hoje entrega seus conceituados prêmios à indústria cinematográfica estadunidense.
| Ano  | Recipiente     | Categoria    | Resultado |
| ---- | -------------- | ------------ | --------- |
| 2018 | A Star is Born | Melhor Atriz | Venceu    |

## NewNowNext Awards
O NewNowNext Awards é entregue anualmente pela LOGO TV, em conjunto de uma associação de Gays, Lesbicas e Bi. Lady Gaga recebeu um prêmio.
| Ano  | Recipiente | Categoria                     | Resultado |
| ---- | ---------- | ----------------------------- | --------- |
| 2011 | Lady Gaga  | Sempre, Agora, Próximo Prêmio | Venceu    |

## New York Film Critics Circle Awards
O New York Film Critics Circle Awards é uma premiação feita pela organização americana de crítica de cinema fundada em 1935. Lady Gaga recebeu um prêmio.
| Ano  | Recipiente     | Categoria    | Resultado |
| ---- | -------------- | ------------ | --------- |
| 2021 | House of Gucci | Melhor Atriz | Venceu    |

## Nickelodeon Awards

### Nickelodeon Kid's Choice Awards
O Nickelodeon Kid's Choice é entregue pelo Canal do Mesmo nome, honrando os Melhores da TV, Música, etc. Lady Gaga recebeu 4 indicações.
| Ano  | Recipiente    | Categoria               | Resultado |
| ---- | ------------- | ----------------------- | --------- |
| 2010 | Lady Gaga     | Melhor Artista Feminina | Indicado  |
| 2010 | "Paparazzi"   | Melhor Canção do Ano    | Indicado  |
| 2012 | Lady Gaga     |                         |           |
| 2012 | Lady Gaga     | Melhor Artista Feminina | Indicado  |
| 2012 | Born This Way | Melhor Música           | Indicado  |

### Meus Prêmios Nick
Os Meus Prêmios Nick é a versão Brasileira do Nickelodeon Kid's Choice Awards. Lady Gaga foi indicada 2 vezes.
| Ano  | Recipiente | Categoria                    | Resultado |
| ---- | ---------- | ---------------------------- | --------- |
| 2011 | Lady Gaga  | Melhor Artista Internacional | Indicado  |
| 2011 | Lady Gaga  | Cabelo Mais Maluco           | Indicado  |

### Nickelodeon Kid's Choice Awards Australia
O Australian Nickelodeon Kids 'Choice é uma premiação anual que premia artistas mostram com um troféu blimp, tal como foi votado por crianças. O show é normalmente realizada em outubro ou novembro e um show televisionado é produzido, apresentado como a maior festa para crianças no planeta. Lady Gaga foi indicada três vezes.
| Ano  | Recipiente | Categoria                    | Resultado |
| ---- | ---------- | ---------------------------- | --------- |
| 2010 | Paparazzi  | Melhor Música                | Indicado  |
| 2011 | Lady Gaga  | Melhor Artista Internacional | Indicado  |

## MP3 Music awards
O ato MP3 Music awards está caracterizado como um catalisador importante da indústria da música, criando condições para que artistas e bandas tenha uma experiência inesquecivel. Lady Gaga ganhou as duas indicações na qual concorreu.
| Ano  | Recipiente | Categoria                   | Resultado |
| ---- | ---------- | --------------------------- | --------- |
| 2009 | LoveGame   | Radio / paradas / downloads | Venceu    |

## NME Awards
O NME Awards é uma premiação fundada pela revista NME. Gaga Recebeu 4 prêmios de 13 indicações.
| Ano  | Recipiente    | Categoria           | Resultado |
| ---- | ------------- | ------------------- | --------- |
| 2010 | Lady Gaga     | Melhor Vestida      | Venceu    |
| 2010 | Lady Gaga     | Melhor Artista solo | Indicado  |
| 2010 | Lady Gaga     | Pior Vestida        | Venceu    |
| 2010 | Lady Gaga     | Vilão do Ano        | Indicado  |
| 2010 | The Fame      | Pior Álbum          | Indicado  |
| 2010 | "Poker Face"  | Melhor Canção Dance | Indicado  |
| 2011 | Lady Gaga     | Marco do Ano        | Indicado  |
| 2011 | Lady Gaga     | Marco do Ano        | Indicado  |
| 2011 | Lady Gaga     | Heroi do Ano        | Venceu    |
| 2011 | Lady Gaga     | Mulher do Ano       | Indicado  |
| 2012 | Lady Gaga     | Vilã do Ano         | Indicado  |
| 2012 | Lady Gaga     | Melhor Blog/Twitter | Venceu    |
| 2012 | Born This Way | Pior Álbum          | Indicado  |

## NRJ Music Awards
O "NRJ Music Awards" é uma prêmiação anual realizada pelo canal NRJ. Lady Gaga foi indicada 8 vezes,ganhando 1 Estatueta.
| Ano  | Recipiente                      | Categoria                                       | Resultado |
| ---- | ------------------------------- | ----------------------------------------------- | --------- |
| 2010 | Lady Gaga                       | Artista Revelação Internacional                 | Indicado  |
| 2010 | The Fame                        | Melhor Álbum Internacional                      | Indicado  |
| 2010 | "Poker Face"                    | Canção Internacional do Ano                     | Indicado  |
| 2011 | Lady Gaga                       | Melhor Artista Feminina Internacional           | Indicado  |
| 2011 | Lady Gaga                       | Artista ao vivo do ano                          | Indicado  |
| 2011 | "Bad Romance"                   | Canção internacional do ano                     | Indicado  |
| 2011 | "Telephone" (featuring Beyoncé) | Melhor Banda Internacinal ou Colaboração do ANo | Indicado  |
| 2011 | "Telephone" (featuring Beyoncé) | Video do Ano                                    | Venceu    |
| 2012 | "Born This Way                  | Video do Ano                                    | Indicado  |

## People's Choice Awards
O "People's choice awards" é uma premiação onde o público escolhe os indicados e os vencedores. Lady Gaga recebeu suas primeiras indicações em 2010, no qual venceu as duas categorias ao qual concorria. Em 2011, Gaga teve 4 indicações, não levando nenhuma. Em 2012, a cantora foi nomeada em 4 categorias, vencendo apenas a categoria de Álbum do Ano. Ao decorrer dos anos, a Mother Monster recebeu algumas indicações porém sem vitórias.
| Ano  | Recipiente                       | Categoria                               | Resultado |
| ---- | -------------------------------- | --------------------------------------- | --------- |
| 2010 | Lady Gaga                        | Artista Revelação Favorito              | Venceu    |
| 2010 | Lady Gaga                        | Artista Pop Favorita                    | Venceu    |
| 2011 | Telephone                        | Videoclipe Favorito                     | Indicado  |
| 2011 | Telephone                        | Música Favorita do ano                  | Indicado  |
| 2011 | Lady Gaga                        | Artista Feminina Favorita               | Indicado  |
| 2011 | Lady Gaga                        | Artista Pop Favorita                    | Indicado  |
| 2012 | Born This Way                    | Álbum Favorito do Ano                   | Venceu    |
| 2012 | Lady Gaga                        | Artista Feminina Favorita               | Indicado  |
| 2012 | Judas                            | Videoclipe Favorito                     | Indicado  |
| 2012 | The Edge of Glory                | Música Favorita do Ano                  | Indicado  |
| 2014 | Lady Gaga                        | Seguidores favoritos dos fãs de música  | Indicado  |
| 2016 | Lady Gaga                        | Atriz de TV Favorita de Sci-Fi/Fantasia | Indicado  |
| 2017 | Lady Gaga                        | Celebridade Favorita da Mídia Social    | Indicado  |
| 2019 | Enigma Tour                      | Tour favorita                           | Indicado  |
| 2019 | Lady Gaga                        | Estrela do Estilo                       | Indicado  |
| 2020 | Rain on Me (feat. Ariana Grande) | Videoclipe Favorito                     | Indicado  |
| 2020 | Rain on Me (feat. Ariana Grande) | Música Favorita do Ano                  | Indicado  |
| 2020 | Rain on Me (feat. Ariana Grande) | Colaboração Favorita                    | Indicado  |
| 2020 | Chromatica                       | Album Favorito do Ano                   | Indicado  |
| 2020 | Lady Gaga                        | Artista Feminina Favorita               | Indicado  |
| 2020 | Lady Gaga                        | Estrela do Estilo                       | Indicado  |
| 2020 | Lady Gaga                        | Celebridade Favorita da Mídia Social    | Indicado  |

## Planeta Awards
Planeta Awards é uma das mais populares premiações do Peru, com seus singles e produções videográficas. A cantora está nomeada em 5 catégorias.
| Ano  | Recipiente        | Categoria                | Resultado |
| ---- | ----------------- | ------------------------ | --------- |
| 2012 | The Edge Of Glory | Canção do ano            | Indicado  |
| 2012 | Born This Way     | Álbum do ano             | Indicado  |
| 2012 | Born This Way     | Melhor canção Eletrônica | Venceu    |
| 2012 | Lady Gaga         | Melhores fãs             | Venceu    |
| 2012 | Lady Gaga         | Artista do Ano           | Indicado  |

## Premios Oye!
Os "Premios Oye" são a prêmiação mais importante do México,apresentado pela Academia Nacional da Música no México. Lady Gaga venceu quatro das sete indicações recebidas.
| Ano  | Recipiente       | Categoria           | Resultado |
| ---- | ---------------- | ------------------- | --------- |
| 2009 | Lady Gaga        | Melhor Artista Novo | Venceu    |
| 2009 | The Fame         | Álbum do Ano        | Venceu    |
| 2009 | Poker Face       | Gravação do Ano     | Venceu    |
| 2010 | The Fame Monster | Álbum do ano        | Venceu    |
| 2010 | Bad Romance      | Gravação do Ano     | Indicado  |
| 2010 | Alejandro        | Gravação do Ano     | Indicado  |
| 2012 | Born This Way    | Álbum do Ano        | Indicado  |

## PopCrush Music Awards
O PopCrush Music Awards é realizado pelo site PopCrush. Lady Gaga recebeu 8 indicações vencendo todas elas. Atualmente, agora no finalzinho de 2014 foi indicada a mais 7 categorias no Pop Crush, incrivelmente, vencendo TODAS elas.
| Ano  | Recipiente        | Categoria                           | Resultado |
| ---- | ----------------- | ----------------------------------- | --------- |
| 2011 | Born This Way     | Álbum do Ano                        | Venceu    |
| 2011 | Born This Way     | Video do Ano                        | Venceu    |
| 2011 | Lady Gaga         | Artista do Ano                      | Venceu    |
| 2011 | Lady Gaga         | Artista Humanitaria                 | Venceu    |
| 2011 | Lady Gaga         | Melhor capa de revista – V Magazine | Venceu    |
| 2011 | Lady Gaga         | Destaque do Ano                     | Venceu    |
| 2011 | Lady Gaga         | Melhor Performance Ao vivo          | Venceu    |
| 2011 | The Edge Of Glory | Música do Ano                       | Venceu    |

## Q Awards
Q Awards é uma premiação organizada pela revista britânica Q. Lady Gaga foi nomeada 5 vezes, vencendo uma delas.
| Ano  | Recipiente                             | Categoria                | Resultado |
| ---- | -------------------------------------- | ------------------------ | --------- |
| 2009 | Lady Gaga                              | Melhor Artista Revelação | Indicado  |
| 2009 | "Just Dance" (featuring Colby O'Donis) | Video do Ano             | Venceu    |
| 2010 | Lady Gaga                              | Melhor Artista Feminina  | Indicado  |
| 2010 | Lady Gaga                              | Melhor Artista ao Vivo   | Indicado  |
| 2011 | Judas                                  | Video do Ano             | Indicado  |

## SAG Awards
Os Prêmios Screen Actors Guild são prêmios anuais promovidos pela Screen Actors Guild‐American Federation of Television and Radio Artists (SAG-AFTRA) com intuito de reconhecer desempenhos excepcionais no cinema e na televisão. Desde 1995, os SAG Awards têm sido um dos principais eventos de premiação em Hollywood.
| Ano  | Recipiente     | Categoria              | Resultado |
| ---- | -------------- | ---------------------- | --------- |
| 2019 | A Star Is Born | Melhor Atriz Principal | Indicado  |
| 2019 | A Star Is Born | Melhor Elenco          | Indicado  |
| 2022 | House of Gucci | Melhor Elenco          | Indicado  |
| 2022 | House of Gucci | Melhor Atriz Principal | Indicado  |

## Stonewall Awards
O Prêmio Stonewall é um evento anual para celebrar as pessoas que tiveram um impacto positivo na vida do povo britânico LGBT. O evento foi realizado pela primeira vez em 2006 na Royal Academy of Arts ea partir de 2007 foram realizadas no Museu Victoria and Albert. Gaga foi indicada uma vez.
| Ano  | Recipiente | Categoria               | Resultado |
| ---- | ---------- | ----------------------- | --------- |
| 2011 | Lady Gaga  | Q Award de Héroi do Ano | Indicado  |

## Teen Choice Awards
O "Teen Choice Awards" é uma cerimônia anual feita pela FOX, desde 1999. O programa homenageia as maiores realizações do ano nas áreas da música, cinema, desporto e televisão. Lady GaGa venceu três categoria de dezoito indicações totais.
| Ano  | Recipiente                             | Categoria                        | Resultado |
| ---- | -------------------------------------- | -------------------------------- | --------- |
| 2009 | Lady Gaga                              | Artista Feminina                 | Indicado  |
| 2009 | Lady Gaga                              | Artista Revelação                | Indicado  |
| 2009 | Lady Gaga                              | Celebridade Dançarina            | Indicado  |
| 2009 | The Fame                               | Álbum Feminino                   | Indicado  |
| 2009 | "Just Dance" (featuring Colby O'Donis) | Música: Hook Up                  | Venceu    |
| 2009 | "Poker Face"                           | Melhor Single                    | Indicado  |
| 2010 | Lady Gaga                              | Artista Feminina                 | Venceu    |
| 2010 | Lady Gaga                              | Ícone Fashion do Tapete Vermelho | Indicado  |
| 2010 | Lady Gaga                              | Estrela musical do Verão         | Indicado  |
| 2010 | The Fame Monster                       | Melhor Álbum: Pop                | Indicado  |
| 2010 | "Bad Romance"                          | Melhor Single                    | Indicado  |
| 2010 | "Telephone" (featuring Beyoncé)        | Música: Hook Up                  | Indicado  |
| 2010 | "Alejandro"                            | Música do Verão                  | Indicado  |
| 2011 | Lady Gaga                              | Artista Feminina                 | Indicado  |
| 2011 | Lady Gaga                              | Ícone Fashion do Tapete Vermelho | Indicado  |
| 2011 | "Born This Way"                        | Melhor Single                    | Indicado  |

## Trevor Hero Awards
Essa premiação ocorre todo o ano e consiste em premiar os heróis do ano, pessoas que defendem causas de leis, como apoiar a organização LGBT e no caso de Gaga que ganhou por tentar acabar com o Bullying, tal feito que está dando resultados já que teve uma reunião na Casa Branca e recebeu o apoio do Presidente dos Estados Unidos, Barack Obama.
| Ano  | Recipiente | Categoria    | Resultado |
| ---- | ---------- | ------------ | --------- |
| 2011 | Lady Gaga  | Heroí do Ano | Venceu    |

## TRL Awards
O TRL Awards é uma premiação Italia, hosteada pela MTV. A Cerimônia Honra os melhores cantores, videos, performances do ano. Lady Gaga recebeu 5 indicações e 1 prêmio.
| Ano  | Recipiente | Categoria       | Resultado |
| ---- | ---------- | --------------- | --------- |
| 2010 | Lady Gaga  | Primeira Dama   | Indicado  |
| 2010 | Lady Gaga  | Melhor Look     | Indicado  |
| 2011 | Lady Gaga  | Mulher Perfeita | Venceu    |
| 2011 | Lady Gaga  | Melhor Look     | Indicado  |
| 2011 | Lady Gaga  | Também Muito    | Indicado  |
| 2012 | Lady Gaga  | Mulher Perfeita | Indicado  |
| 2012 | Lady Gaga  | Melhor Look     | Indicado  |
| 2012 | Lady Gaga  | Maiores fãs     | Indicado  |

## The Record of The Year
O The record of the year é uma premiação britânica criada em 1998. Foi televisionada até 2006, quando houve desacordos com o sistema de voto pelo telefone. Lady Gaga recebeu três indicações e, ganhou em 2009 e 2011 com "Poker Face" e "Born This Way".
| Ano  | Recipiente    | Categoria       | Resultado |
| ---- | ------------- | --------------- | --------- |
| 2009 | Poker Face    | Gravação do Ano | Venceu    |
| 2010 | Telephone     | Gravação do Ano | Indicado  |
| 2011 | Born This Way | Gravação do Ano | Venceu    |

## UK Music Video Awards
O Uk Music Video Awards é organizada por duas insituições começando no www.bugvideos.co.uk. Lady Gaga recebeu 2 prêmios de 3 indicações.
| Ano  | Recipiente    | Categoria                  | Resultado |
| ---- | ------------- | -------------------------- | --------- |
| 2009 | "Paparazzi"   | Melhor Video Internacional | Venceu    |
| 2010 | "Bad Romance" | Melhor Video Internacional | Venceu    |
| 2010 | "Telephone"   | Melhor Video Internacional | Indicado  |

## Urban Music Awards
O Urban Music Awards é uma cerimônia britânica que honra os melhores artistas urbanos do ano, Produtores, etc. Lady Gaga recebeu 1 indicação em 2010.
| Ano  | Recipiente   | Categoria            | Resultado |
| ---- | ------------ | -------------------- | --------- |
| 2009 | "Poker Face" | Melhor Video Musical | Indicado  |

## Virgin Media Music Awards
O Virgin Media Awards é uma premiação músical. Os Vencedores são anunciados no site Virgin Media. Lady Gaga recebeu 5 prêmios de 21 indicações totais.
| Ano  | Recipiente                             | Categoria              | Resultado |
| ---- | -------------------------------------- | ---------------------- | --------- |
| 2009 | Lady Gaga                              | Publicidade Descarada  | Indicado  |
| 2009 | Lady Gaga                              | Artista Revelação      | Indicado  |
| 2009 | Lady Gaga                              | Artista Feminina Solo  | Indicado  |
| 2009 | Lady Gaga                              | Twitter do Ano         | Indicado  |
| 2009 | Lady Gaga                              | Mulher do Ano          | Indicado  |
| 2009 | The Fame                               | Melhor Álbum           | Venceu    |
| 2009 | "Just Dance" (featuring Colby O'Donis) | Melhor Canção          | Indicado  |
| 2010 | Lady Gaga                              | Mulher do Ano          | Indicado  |
| 2010 | Lady Gaga                              | Melhor Artista AO VIVO | Indicado  |
| 2010 | Lady Gaga                              | Artista Feminina Solo  | Venceu    |
| 2010 | Lady Gaga                              | Lenda do Ano           | Indicado  |
| 2010 | Lady Gaga                              | Melhor cantora         | Indicado  |
| 2010 | Lady Gaga and Beyoncé                  | Melhor Colaboração     | Indicado  |
| 2010 | "Telephone" (featuring Beyoncé)        | Melhor Video           | Indicado  |
| 2010 | "Telephone" (featuring Beyoncé)        | Melhor Single          | Indicado  |
| 2010 | "Alejandro"                            | Pior Canção            | Venceu    |
| 2011 | Lady Gaga                              | Mulher do Ano          | Venceu    |
| 2011 | Lady Gaga                              | Artista Feminina Solo  | Venceu    |
| 2011 | Born This Way                          | Melhor Álbum           | Indicado  |
| 2011 | Born This Way                          | Melhor Video           | Indicado  |
| 2011 | Born This Way                          | Melhor Single          | Venceu    |

## Washington D.C. Area Film Critics Association
Washington D.C. Area Film Critics Association é uma organização de críticos de cinema de Washington D.C., Estados Unidos.
| Ano  | Recipiente     | Categoria    | Resultado |
| ---- | -------------- | ------------ | --------- |
| 2018 | A Star Is Born | Melhor Atriz | Venceu    |
| 2021 | House of Gucci | Melhor Atriz | Indicado  |

## World Music Awards
O World Music Awards é uma premiação mundial, originada em Monaco, é entregue pela IFPI. em 2010 Lady Gaga recebeu 4 prêmios das suas 17 indicações.
| Ano  | Recipiente   | Categoria                                | Resultado |
| ---- | ------------ | ---------------------------------------- | --------- |
| 2010 | Lady Gaga    | Melhor Artista do Mundo - Pop/Rock       | Indicado  |
| 2010 | Lady Gaga    | Melhor Artista novo do Mundo             | Indicado  |
| 2010 | Lady Gaga    | Melhor Venda da América (Albums/canções) | Indicado  |
| 2010 | The Fame     | Melhor Álbum do Mundo                    | Venceu    |
| 2010 | "Poker Face" | Melhor Canção do Mundo                   | Indicado  |
| 2014 | Lady Gaga    | Melhor artista feminina ao vivo          | Indicado  |
| 2014 | Lady Gaga    | Melhor entertainer feminina              | Indicado  |
| 2014 | ARTPOP       | Melhor álbum de uma artista feminina     | Venceu    |
| 2014 | "Applause"   | Melhor música de uma artista feminina    | Venceu    |

## MTV Millennial Awards
MTV Millennial Awards, também conhecido como MTV miaw é uma premiação criada por prêmios MTV que recompensa o melhor da geração do milênio, bem como música gratificante e filmes, também premia o melhor do mundo digital. em 2017 Lady Gaga recebeu 2 prêmios das duas 2 indicações.
| Ano  | Recipiente         | Categoria                | Resultado |
| ---- | ------------------ | ------------------------ | --------- |
| 2017 | "Perfect Illusion" | Hit internacional do Ano | Venceu    |
| 2017 | Lady Gaga          | Agente de Cambio         | Venceu    |

## Webby Awards
Lady Gaga venceu as duas categorias em que concorria no Webby Awards de 2018.
| Ano  | Recipiente          | Categoria                                                    | Resultado |
| ---- | ------------------- | ------------------------------------------------------------ | --------- |
| 2018 | Gaga: Five Foot Two | Webby People’s Voice Award - Música                          | Venceu    |
| 2018 | Gaga: Five Foot Two | Webby People’s Voice Award - Melhor Edição (Filmes e Vídeos) | Venceu    |